# رلمپاگو (تگزاس)
رلمپاگو (به انگلیسی: Relampago) یک منطقهٔ مسکونی در ایالات متحده آمریکا است که در شهرستان ایدالگو، تگزاس واقع شده‌است. رلمپاگو ۳٫۴ کیلومتر مربع مساحت و ۱۳۲ نفر جمعیت دارد و ۲۱ متر بالاتر از سطح دریا واقع شده‌است.